# 피에트로 란도

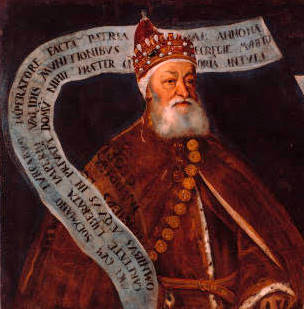
도메니코 틴토레토 작의 피에트로 란도의 초상화.

피에트로 란도(Pietro Lando)는 1538년부터 1545년까지의 베네치아 공화국의 도제이다.
그는 베네치아군 사령관이라는 유명한 경력을 지녔지만, 1540년에 펠로폰네소스반도내 베네치아의 마지막 영토를 오스만 제국에게 넘겨주며, 쉴레이만 1세와 굴욕적인 평화 조약을 맺었다. 그는 마리아 파스콸리고(Maria Pasqualigo)와 혼인했다.